# Altoona (Kansas)
Altoona és una població dels Estats Units a l'estat de Kansas. Segons el cens del 2000 tenia 485 habitants.

## Demografia
Segons el cens del 2000, Altoona tenia 485 habitants, 201 habitatges, i 133 famílies. La densitat de població era de 346,8 habitants per km².
Dels 201 habitatges en un 31,8% hi vivien nens de menys de 18 anys, en un 47,8% hi vivien parelles casades, en un 13,4% dones solteres, i en un 33,8% no eren unitats familiars. En el 32,8% dels habitatges hi vivien persones soles el 18,4% de les quals corresponia a persones de 65 anys o més que vivien soles. El nombre mitjà de persones vivint en cada habitatge era de 2,41 i el nombre mitjà de persones que vivien en cada família era de 2,99.
Per edats la població es repartia de la següent manera: un 29,5% tenia menys de 18 anys, un 6,4% entre 18 i 24, un 24,3% entre 25 i 44, un 23,1% de 45 a 60 i un 16,7% 65 anys o més.
L'edat mediana era de 38 anys. Per cada 100 dones de 18 o més anys hi havia 86,9 homes.
La renda mediana per habitatge era de 23.906 $ i la renda mediana per família de 30.375 $. Els homes tenien una renda mediana de 28.523 $ mentre que les dones 22.500 $. La renda per capita de la població era de 12.534 $. Entorn del 9,9% de les famílies i el 16,3% de la població estaven per davall del llindar de pobresa.

## Poblacions més properes
El següent diagrama mostra les poblacions més properes.